# 제5회 유럽 영화상
제5회 유럽 영화상의 시상식에 관한 내용이다.

## 수상 및 후보

### 유러피안 작품상
- 어린이 도둑 - 지아니 아멜리오 수상

### 유러피안 여우주연상
- 퐁네프의 연인들 - 줄리엣 비노쉬 수상

### 유러피안 남우주연상
- 보헤미안의 삶 - 마티 펠론파 수상

### 유러피안 각본상
- 엠마와 부베의 사랑 - 이스트반 자보 수상

### 유러피안 음악상
- 북부인 - 빈센트 반 워머덤 수상

### 유러피안 편집상
- 퐁네프의 연인들 - 넬리 퀘티어 수상

### 유러피안 미술감독상
- 북부인 - Rikke Jelier 수상

### 유럽영화아카데미 평생공로상
- 빌리 와일더 수상

### 유럽영화아카데미 다큐멘터리상
- Neregiu Zeme - 아우드리어스 스토니스 수상

### 올해의 유럽영화 신인상
- 북부인 - 알렉스 반 바르메르담 수상

### 올해의 여우조연상
- 프로이트의 리빙 홈 - 기타 노비 수상

### 올해의 남우조연상
- 보헤미안의 삶 - 앙드레 윌름스 수상

### 유러피안 아카데미 우수상
- MOMI (Museum of the Moving Image)